# Peter Abrahams (1947)
Pour les articles homonymes, voir Peter Abrahams et Abrahams.
Peter Abrahams est un romancier américain né le 28 juin 1947 à Boston.

## Biographie
Peter Abrahams a vécu à Ottawa et a travaillé comme producteur de télévision. Il vit actuellement à Falmouth (Cape Cod), dans le Massachusetts avec sa femme et ses enfants.
Il est l'auteur de nombreux romans pour adultes (il a d'ailleurs été nommé pour le prix Edgar-Allan-Poe pour Lights Out en 1995). L'Étrange Cas de l'assassinat de Katie la Fêlée est son premier roman pour la jeunesse.
Ses influences littéraires sont Vladimir Nabokov, Graham Greene et Ross Macdonald. Stephen King a parlé de lui comme "mon romancier américain de suspense favori".

### Thrillers
- The Fury of Rachel Monette (1980)
- Tongues of Fire (1982)
- Red Message (1986)
- Hard Rain (1988) = Une pluie d'enfer / trad. Philippe Delranc. Paris : P. Belfond, 1991, 361 p.  (ISBN 2-7144-2636-0)
- Pressure Drop (1989)
- Revolution Number 9 (1992)
- Lights Out (1994)
- The Fan (1995) = Le Fan / trad. Isabelle Sat. Martin. Paris : Éd. J'ai lu, 1997, 381 p. (J'ai lu n° 4340. Roman).  (ISBN 2-290-04340-0)
- A Perfect Crime (1998)
- Crying Wolf (2000)
- Last of the Dixie Heroes (2001)
- The Tutor (2002)
- Their Wildest Dreams (2003)
- Oblivion (2005)
- End of Story (2006)
- Nerve Damage (2007)
- Delusion (2008)
- Reality Check (2009)
- Bullet Point (2010)

### Série jeunesse "Echo Falls mysteries"
1. Down the Rabbit Hole (2005) = L'Étrange cas de l'assassinat de Katie la fêlée / trad. Mona de Pracontal. Paris : A. Michel, 2007, 375 p.  (ISBN 978-2-226-17790-2)
2. Behind the Curtain (2006) = La Mystérieuse Affaire d'Echo Falls / trad. Nathalie Peronny. Paris : A. Michel, 2009, 346 p.  (ISBN 978-2-226-18354-5)
3. Into the Dark (2008)

### Romans signés Spencer Quinn

#### SérieChet the dog
- Dog on It (2009)
- Thereby Hangs a Tail (2010)
- To Fetch a Thief (2010)
- The Dog Who Knew Too Much (2011)
- A Fistful of Collars (2012)
- The Sound and the Furry (2013)
- Paw and Order (2014)
- Scents and Sensibility (2015)
- Heart of Barkness (2019)
- Of Mutts and Men (2020)

#### SérieBirdie Gaux
- Woof (2015)

## Filmographie
- Le Fan, adaptation du roman à l'écran. Film américain de Tony Scott (1996), avec Robert De Niro et Wesley Snipes.